# Holyoke (Massachusetts)
Holyoke ist eine Stadt im Hampden County, Massachusetts, USA. Sie liegt am 655 km langen Connecticut River. Das U.S. Census Bureau hat bei der Volkszählung 2020 eine Einwohnerzahl von 38.238 ermittelt.

## Geschichte
Im 19. Jahrhundert war die Stadt Heimat der Einwanderungskolonie von Germania Mills und zwei Turnvereinen South Holyoke und Springdale. In dieser Zeit hatte die Nachbarschaft der Stadt South Holyoke die meisten Deutschen pro Einwohner in Neuengland, wobei etwa die Hälfte aus Sachsen stammte; In späteren Generationen wurde diese deutsche Bevölkerung amerikanisiert und integriert.
Ab Mitte des 19. Jahrhunderts wurde Holyoke planmäßig als Industriestadt ausgebaut. Die relativ starke Strömung des Connecticut River wurde genutzt, um mittels eines Kanalsystems Wasserkraft nutzbar zu machen. So konnte eine Textil- und Papierindustrie entstehen, darunter die Parsons Paper Mill.

## Persönlichkeiten

### In Holyoke geboren
- Justin Perkins (1805–1869), presbyterianischer Missionar und Linguist
- William Fairfield Whiting (1864–1936), Politiker
- George Pierce „Gerry“ Geran (1895–1981), Eishockeyspieler
- Morris Swadesh (1909–1967), Sprachwissenschaftler
- Morris Goldenberg (1911–1969), Perkussionist und Musikpädagoge
- Timothy Joseph Harrington (1918–1997), römisch-katholischer Geistlicher
- Lois Green Carr (1922–2015), Historikerin
- Phil Della Penna (1924–2024), Jazz- und Unterhaltungsmusiker
- Chuck Andrus (1928–1997), Jazz-Bassist
- Hal Blaine (1929–2019, eigentlich Chaim Zalmon Belsky), Musiker
- Donald Rathbun Dwight (1931–2025), Politiker
- Norman Edward D’Amours (* 1937), Politiker
- William Wegman (* 1943), Fotograf, der mit Weimaranern (Hunden) arbeitet und sie als Models ablichtet
- Anthony John „Toby“ Moffett (* 1944), Politiker
- Mitch Epstein (* 1952), Fotograf, Filmregisseur und Szenenbildner
- Robert William „Bob“ Goodlatte (* 1952), Politiker
- Melanie Kinnaman (* 1953), Tänzerin sowie Film- und Theaterschauspielerin
- Michael Gary Nozik (* 1954), Filmproduzent
- Ann Dowd (* 1956), Schauspielerin
- Dean Lombardi (* 1958), Eishockey-Funktionär
- Paul William Azinger (* 1960), Profigolfer der PGA TOUR
- Arthur „Art“ Adams (* 1963), Comiczeichner
- Billy L. Mitchell (* 1965), wurde bekannt durch die Aufstellung von Rekorden in Arcade-Spielen
- Joseph Allen „Joe“ Farnsworth (* 1968), Jazz-Schlagzeuger und Bandleader des Hardbop
- Adam Pineault (* 1986), Eishockeyspieler

### In Holyoke gestorben
- William Whiting (1841–1911), Politiker, zwischen 1883 und 1889 vertrat er den Bundesstaat Massachusetts im US-Repräsentantenhaus
- Sylvester Viereck (1884–1962), deutsch-amerikanischer Dichter, Schriftsteller und Publizist
- Patrick Goold (1922–2001), britischer Klassischer Philologe mit dem Schwerpunkt Latinistik